# Hans Beck (Gewerkschafter)

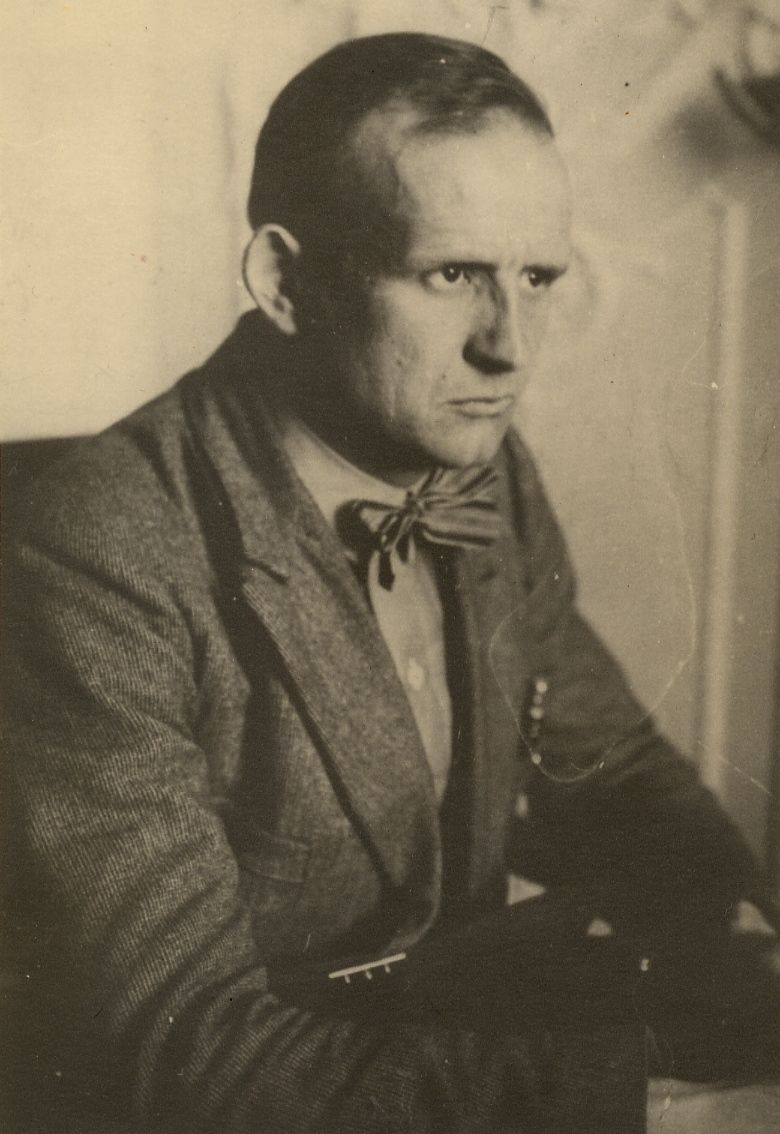
Hans Beck

Hans Willy Beck (* 4. Januar 1894 in Erfurt (Thüringen); † 25. August 1937 in der Sowjetunion) war ein kommunistischer Politiker und Gewerkschafter.

## Leben
Hans Beck wurde am 4. Januar 1894 in der Webergasse 16 in Erfurt geboren. Mutter ist die unverheiratete Anna Luise Beck, der Vater ist unbekannt.
Beck absolvierte nach einer achtjährigen Volksschule eine Feinmechanikerlehre. 1912 wurde er Mitglied im Deutschen Metallarbeiterverband, 1913 der SPD. 1914 musste er Soldat werden. Er arbeitete damals als Mechaniker im Erfurter Reichsbahnausbesserungswerk. Anfang 1919 war er Mitbegründer der KPD in Thüringen, wurde Betriebsrat im Werk. Dann ging er zu den Zeiss-Werken in Jena, wo er 1923 Vorsitzender des Arbeiterrats wurde. Jena war schon lange Hochburg der marxistischen, antimilitaristischen Linken, im Ersten Weltkrieg ein Zentrum des Spartakusbundes.

### In KPD, KPD-O und Gewerkschaft
1924 wurde Beck auf der KPD-Liste in den Thüringer Landtag gewählt, dem er bis 1927 angehörte. Seine Fraktion bestand aus 13 Abgeordneten. Während der ersten ultralinken Phase der KPD wurde versucht, eigene revolutionäre Gewerkschaften zu gründen. Das führte zum Niedergang des kommunistischen Einflusses in diesen wichtigsten Arbeiterorganisationen. Beck stellte sich von Anfang an gegen diese politische Linie. Ende 1925 wurde versucht, diesen Fehler zu korrigieren, deshalb wurde nun die Gewerkschaftsarbeit der KPD-Mitglieder in einer besonderen Gewerkschaftszentrale der KPD in Berlin koordiniert. In diese Aufgabenstellung wurde Hans Beck als erfahrener Gewerkschafter nach Berlin gerufen. Seit der politischen Spaltung der deutschen Arbeiterbewegung war durch Beschluss des ADGB-Kongresses 1919 in Nürnberg anerkannt, dass die Delegierten zu den Kongressen nach politischen Listen gewählt wurden und dann als Fraktionen auftraten. Die freien Gewerkschaften, die sich in ihren Statuten das Ziel einer sozialistischen Gesellschaft stellten, sollten gegenüber den Arbeiterparteien sich neutral verhalten. Daraus ergaben sich intensive Debatten auf den Verbandstagen über Gewerkschaftspolitik und über die allgemeine politische Entwicklung. In der Gewerkschaftsabteilung der KPD-Zentrale wurde Beck zum mitverantwortlichen Herausgeber der „Einheit. Zeitschrift für Fragen des Sozialismus und der Gewerkschaftseinheit“. Der Titel war Programm: Beck wollte in den freien Gewerkschaften die Einheit der freien Gewerkschaften erhalten und in diesen Überzeugungsarbeit leisten. Zusammen mit Robert Siewert organisierte Hans Beck die Reise der „ersten Arbeiterdelegation“ in die Sowjetunion, an der 58 Personen teilnahmen. Die Begeisterung für das erste sozialistische Land und die Gastfreundschaft schönten das Bild, und die großen Probleme wurden weniger deutlich wahrgenommen.
1928 wurde Beck bei der neuen linken Wendung der Komintern auf dem VI. Weltkongress – wie viele erfahrene Funktionäre und Mitbegründer der KPD – seiner Funktionen enthoben und aus der Partei ausgeschlossen. Er wurde Mitglied der Kommunistischen Partei-Opposition (KPD-O), wurde in ihre Reichsleitung gewählt und Redakteur der Arbeiterpolitik, der Tageszeitung der KPD-O, die 1932 wegen der schweren Wirtschaftskrise zur Wochenzeitung umgestellt werden musste.
Im September 1932, kurz vor der Machtübergabe an die NSDAP, wanderte Hans Beck mit seiner Gefährtin und der kleinen Tochter über Norwegen/Oslo, wo sie am 8. Juli 1933 heirateten, am 1. Oktober 1933 in die Sowjetunion aus. Jelena Stassowa, die Leiterin der Internationalen Roten Hilfe half ihm eine Stelle als Fabrikarbeiter in Stalinsk/Kusnezk zu finden, zuerst in einem Metallurgischen Kombinat, dann im Moskauer Präzisionsmessgerätewerk „Tispribor“, dann in einer neuen Thermometerfabrik. Diese wurden von Thüringer Arbeitern aus Elgersburg aufgebaut. Bald nahm er Kontakt zu diesen Arbeitern auf; er kannte sie gut aus seiner politischen Arbeit in Thüringen.
Nach dem VII. Weltkongress der Komintern beantragte Beck die Aufnahme in die KPdSU und nahm die sowjetische Staatsbürgerschaft für seine Frau und seine zwei Kinder an. In seiner politischen Isolierung konnte er nicht erkennen, dass die neue Wende der Komintern nur ein Mittel der Stalinschen Außenpolitik war, der den demokratischen Westmächten signalisieren wollte, dass die von ihm kontrollierten Parteien nicht mehr revolutionär seien. Beck ging nun davon aus, die auf dem Kongress ausgerufene Volksfront sei etwas Ähnliches wie die von der KPD-O geforderte Einheitsfront gegen den Faschismus.

### Stalinistische Verfolgung
1936 geriet Hans Beck in die Mühle der Stalinschen Säuberungen, es war die Phase der Moskauer Prozesse. Er wurde am 9. August verhaftet und am 25. August 1937 vom Obersten Gericht der Sowjetunion zur Höchststrafe durch Erschießen und Beschlagnahme des Eigentums verurteilt. Die Anklage sah ihn als „Brandleristen“ an und behauptete, er wollte in Moskau „als Vertreter des rechtsopportunistischen Brandler-Zentrums“ dessen Direktiven ausführen, die auf den Kampf gegen die Führung der KPdSU und der sowjetischen Regierung gerichtet seien und antisowjetische Agitation betreiben. Den „Schuldspruch“ erkannte er nicht an. Noch am Tage des Urteilsspruchs wurde er hingerichtet. Anonym begraben auf dem Donskoi-Friedhof in Moskau, im Gräberfeld 1 mit tausenden anderen verscharrt, um alle Spuren zu verwischen. Seine Frau Tatjana wurde zu acht Jahren Arbeitslager verurteilt.
Elgersburger Glasarbeitern, die in ihrer Heimat zur KPD-O gehört hatten, wurden in späteren Brandleristen-Prozessen ihre frühere Mitgliedschaft in der KPD-O und die Kontakte zu Hans Beck vorgeworfen. Aus den Verhörprotokollen ist ersichtlich, dass sie trotz der harten „Verhör“-Methoden fest und solidarisch blieben. Einige wurden an Hitlerdeutschland ausgeliefert; zwei kamen in der Sowjetunion um. Die Familie von Hans Beck überlebte unter großen Schwierigkeiten und kehrte 1959 in die DDR zurück. Für Hans Beck, wie für andere Revolutionäre, bestand kein Widerspruch zwischen Kritik an Stalins Politik und Solidarität mit der Sowjetunion und Hilfe beim Aufbau des Sozialismus.
Am 28. März 1958 wurde Hans Beck postum durch das Oberste Gericht der UdSSR rehabilitiert. Seine Frau Tatjana und die Kinder wurden in der Sowjetunion und später in der DDR zum Schweigen verpflichtet. Nach dem „Großen Mord und dem Unrecht“ an Millionen Menschen, sollte das „Große Vergessen“ einsetzen.